# C/2006 A1 (Pojmanski)
C/2006 A1 (Pojmanski) ist ein Komet, der im Jahr 2006 mit bloßem Auge beobachtet werden konnte.

## Entdeckung und Beobachtung
Der Astronom G. Pojmański vom Observatorium der Universität Warschau untersuchte am 2. Januar 2006 eine Aufnahme, die am Tag zuvor im Rahmen des All Sky Automated Survey (ASAS) mit einer Digitalkamera mit 180-mm-f/2,8-Objektiv am Las-Campanas-Observatorium angefertigt worden war. Er entdeckte darauf ein diffuses, kometenähnliches Objekt. Weitere Aufnahmen wurden am 4. und 5. Januar angefertigt, während das Objekt auch nachträglich auf einer Aufnahme vom 29. Dezember 2005 nachgewiesen werden konnte. Seit diesem Tag war die Helligkeit des Kometen bereits von etwa 13 mag auf etwa 12 mag angestiegen. Die Entdeckung konnte am 5. Januar durch einen weiteren Beobachter in Uruguay bestätigt werden.
Etwa sieben Stunden nach Pojmańskis Bekanntmachung seiner Entdeckung erfolgte die Meldung einer weiteren unabhängigen Entdeckung des Kometen durch den litauischen Astronomen Kazimieras Černis, der das Objekt auf drei UV-Aufnahmen des SWAN-Instruments an Bord des Solar and Heliospheric Observatory (SOHO) aus dem Zeitraum 25. Dezember 2005 bis 1. Januar 2006 entdeckt hatte.
Der Komet, der zum Zeitpunkt seiner Entdeckung noch 1,2 AE von der Sonne und 1,5 AE von der Erde entfernt war, war zunächst nur von der Südhalbkugel aus zu beobachten. Erste Prognosen ließen eine maximale Helligkeit von 6,5 mag erwarten, aber der Komet wurde bereits Anfang Februar deutlich heller als erwartet. Ende Februar erschien er erstmals in der Morgendämmerung auch auf der Nordhalbkugel bei einer Helligkeit von etwa 5 mag, was auch seine Maximalhelligkeit war. Er wanderte rasch nach Norden, dabei nahm die Helligkeit wieder ab, sie betrug Ende März noch etwa 8 mag und sank bis Ende April auf etwa 10 mag. Mitte Mai fiel die Helligkeit sprunghaft um 3 mag ab, teleskopisch konnte der Komet dann vereinzelt noch bis Dezember 2006 beobachtet werden.

## Umlaufbahn
Für den Kometen konnte aus 600 Beobachtungsdaten über einen Zeitraum von 247 Tagen eine elliptische Umlaufbahn bestimmt werden, die um rund 93° gegen die Ekliptik geneigt ist. Die Bahn des Kometen steht damit nahezu senkrecht zu den Umlaufbahnen der Planeten, er durchläuft seine Bahn gegenläufig (retrograd) zu ihnen. Im sonnennächsten Punkt (Perihel), den der Komet am 22. Februar 2006 durchlaufen hat, war er noch etwa 83,1 Mio. km von der Sonne entfernt und befand sich damit im Bereich zwischen den Umlaufbahnen von Merkur und Venus. Am 2. März ging der Komet in einem Abstand von etwa 45,8 Mio. km an der Venus vorbei und die größte Annäherung an die Erde erfolgte am 4. März bis auf einen Abstand von etwa 115,3 Mio. km (0,77 AE).
Nach den Bahnelementen, wie sie in der JPL Small-Body Database angegeben sind und die keine nicht-gravitativen Kräfte auf den Kometen berücksichtigen, hatte seine Bahn lange vor seiner Passage des inneren Sonnensystems noch eine Exzentrizität von etwa 0,99956 und eine Große Halbachse von etwa 1270 AE, so dass seine Umlaufzeit bei etwa 45.000 Jahren lag. Durch die Anziehungskraft der Planeten, insbesondere durch relativ nahe Vorbeigänge am Jupiter am 27. Februar 2006 in etwas über 4 ¾ AE, am Saturn am 9. März 2006 in etwa 9 AE und am Uranus im November 2014 in etwa 12 ½ AE Abstand, wurden diese Bahnparameter nur minimal verändert, so dass näherungsweise die gleichen Werte auch für seine zukünftige Bahn gelten.